# Welocyped

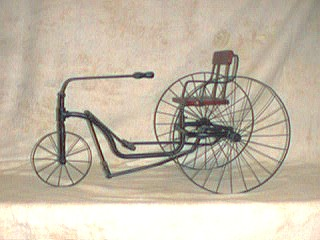
Welocyped trójkołowy (1880)

Welocyped (z fr. vélocipède) – pierwotny rower nieposiadający łańcucha ani hamulców, często z bardzo dużym kołem przednim oraz z małym kołem tylnym (bicykl), niekiedy z dwoma kołami tylnymi (tricykl), czasem z czterema kołami (kwadrycykl). Pojazdy te najczęściej były napędzane pedałami osadzonymi na osi przedniego koła.
Różne wersje welocypedów opracowywali w 2. połowie XIX wieku wynalazcy we Francji i Stanach Zjednoczonych, wśród nich Francuz Pierre Lallement. Konstrukcje te inspirowane były m.in. „maszyną biegową” (nazwaną przez twórcę „drezyną”, choć dziś nazwa ta określa pojazd innego rodzaju) opracowaną przez niemieckiego wynalazcę, barona Karla Draisa i niezależnie przez Denisa Johnsona z Londynu w 1819.
Drais po raz pierwszy użył swojego pojazdu w czerwcu 1817, a w roku 1818 opatentował swój wynalazek. Pojazd Draisa szybko stał się popularny w Wielkiej Brytanii i Francji, gdzie był nazywany draisienne (Francja), draisine, dandy horse lub hobby horse (Wielka Brytania). Ze względu na zasadę działania każda draisine musiała być indywidualnie dopasowana dla konkretnego użytkownika. Większość producentów nie znało bowiem wynalazku regulowanego siodełka (poczynionego przez Nicéphore’a Niépce’a w 1818 roku), a więc wielkość pojazdu musiała być dostosowana do wzrostu i długości nóg użytkownika. Maszyna biegowa była w całości zbudowana z drewna, poruszano się nią wyłącznie po dobrze utrzymanych drogach. O jej popularności świadczy fakt, że niektóre samorządy zakazywały korzystania z niej, ponieważ użytkownicy welocypedu nader często powodowali wypadki z udziałem pieszych.

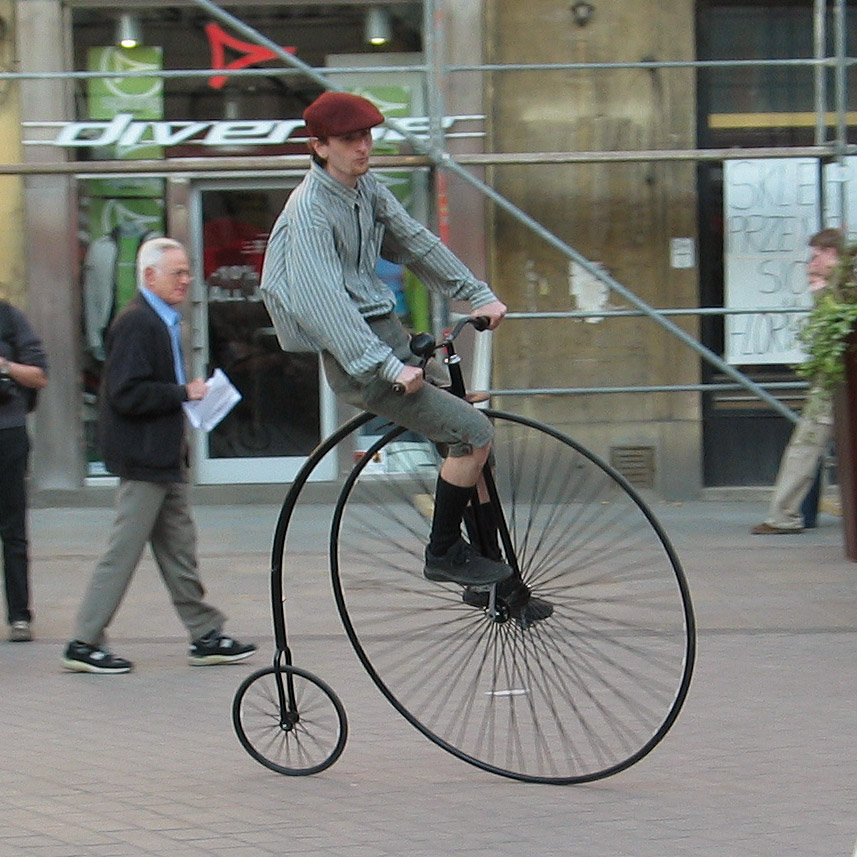
Bicykl
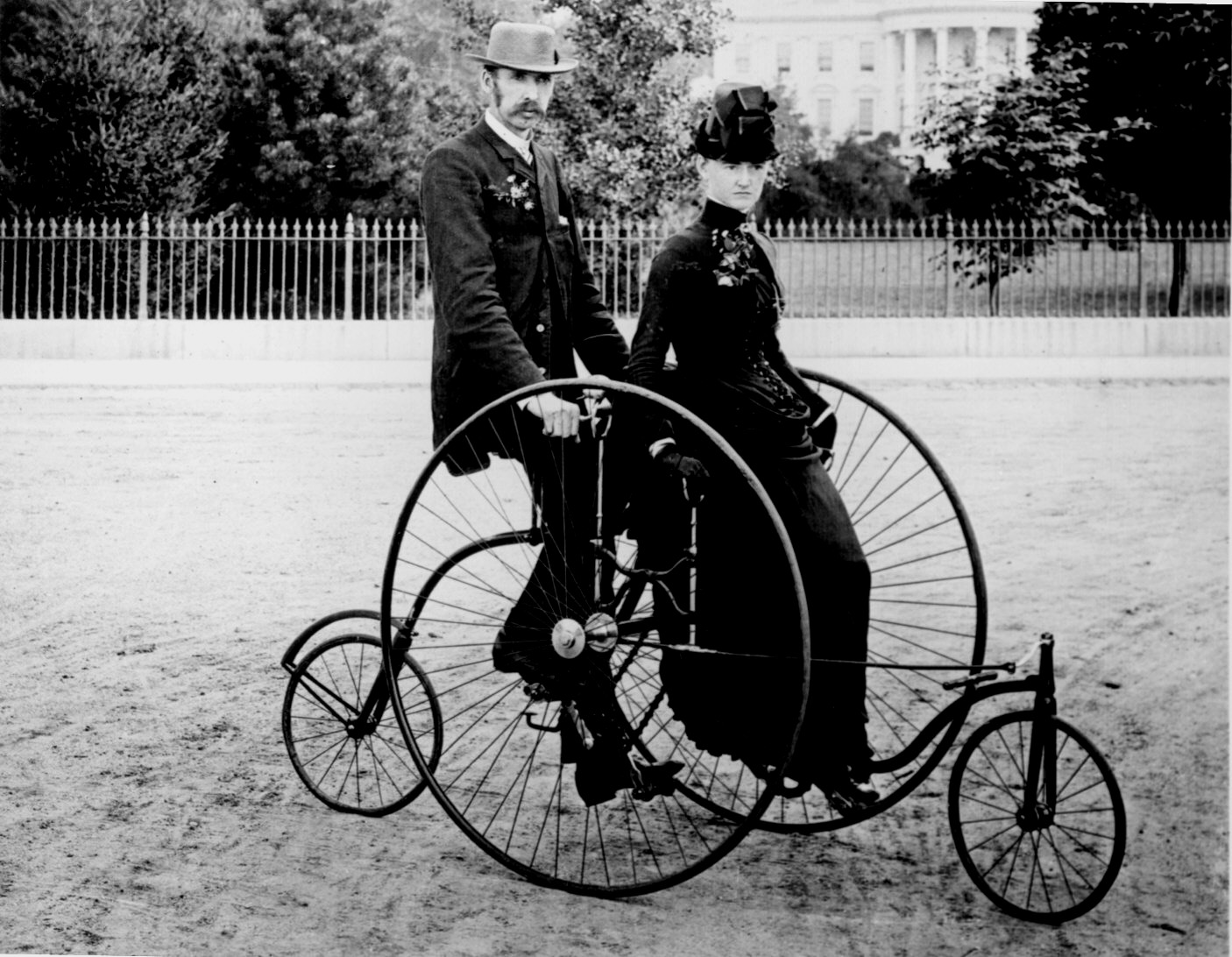
Welocyped czterokołowy (1886)
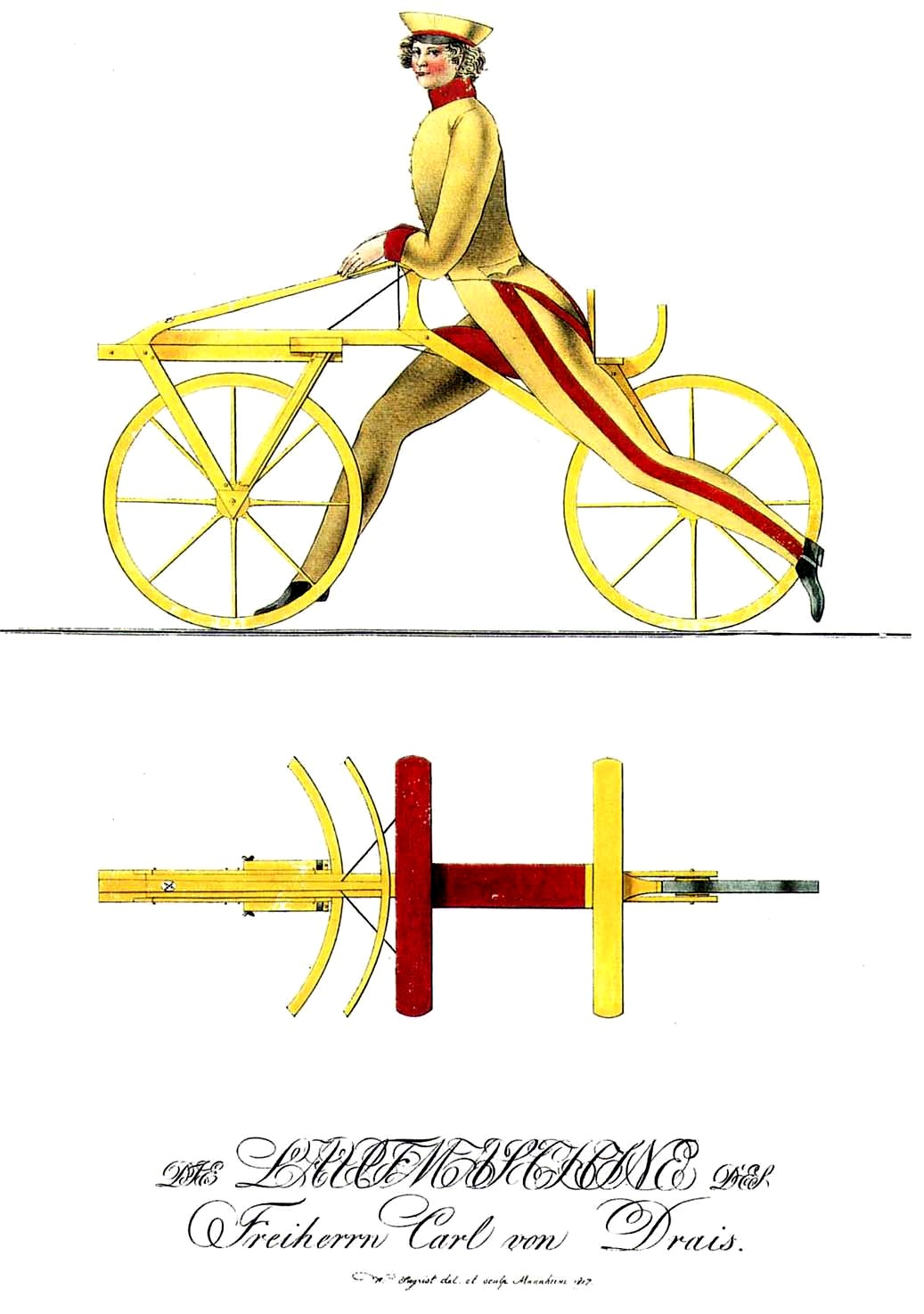
„Drezyna” Draisa z 1817, poprzednik welocypedu
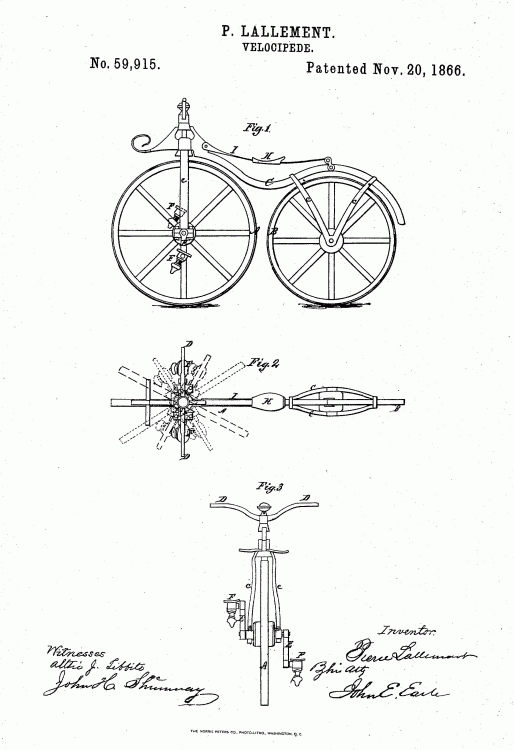
Patent Lallementa z 1866